# Vidua
Las viudas o viuditas (Vidua) son un género de aves paseriformes que pertenecen a la familia Viduidae. Este género posee 19 especies (todas las especies de la familia menos una), y todas son nativas de África. 
Este género presenta un marcado dimorfismo sexual, el macho es predominantemente de color negro y tiene una cola extremadamente larga, sobre todo en la época de celo, mientras que la hembra suele ser de color marrón más discreto. Son pájaros parasitarios por lo que no nidifican, lo que hacen es dejar un huevo en el nido de otras especies, principalmente de la familia Estrildidae, quienes crían al polluelo de la viuda como propio.

## Especies
- Vidua chalybeata - viuda senegalesa;
- Vidua raricola - viuda jambandú;
- Vidua larvaticola - viuda de Barka;
- Vidua maryae - viuda del Jos;
- Vidua nigeriae - viuda nigeriana;
- Vidua funerea - viuda sombría;
- Vidua codringtoni - viuda verdosa;
- Vidua purpurascens - viuda purpúrea;
- Vidua wilsoni - viuda de Wilson;
- Vidua camerunensis - viuda camerunesa;
- Vidua hypocherina - viuda metálica;
- Vidua fischeri - viuda de Fischer;
- Vidua regia - viuda real;
- Vidua macroura - viuda colicinta;
- Vidua togoensis - viuda togolesa;
- Vidua interjecta - viuda chillona;
- Vidua paradisaea - viuda del paraíso;
- Vidua orientalis - viuda del Sahel;
- Vidua obtusa - viuda coliancha;